# Moulins-le-Carbonnel
Moulins-le-Carbonnel è un comune francese di 765 abitanti situato nel dipartimento della Sarthe nella regione dei Paesi della Loira.

## Società

### Evoluzione demografica
Abitanti censiti